# Kambium

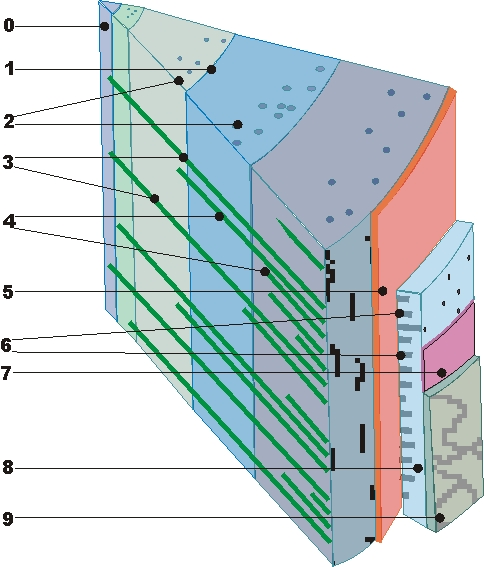
Schematischer Holzquerschnitt:
0 Mark
1 Jahresringgrenze
2 Harzkanäle
3 primäre Holzstrahlen
4 sekundäre Holzstrahlen
5 Kambium
6 Holzstrahlen des Bastes
7 Korkkambium
8 Bast
9 Borke

Kambium (lateinisch cambium = ‚Wechsel‘) ist die Gewebeschicht, die bei zweikeimblättrigen (dikotyledonen) Pflanzen für das sekundäre Dickenwachstum verantwortlich ist. Bei Bäumen ist es die Wachstumsschicht zwischen der Splintholzzone und der Rinde (Bastzone und Borke). Bildet das Kambium einen geschlossenen Ring im Sprossdurchmesser, wird es auch als Kambiumring bezeichnet.
Im Gegensatz zum primären Apikalmeristem bezeichnet man das Kambium auch als sekundäres Meristem oder Lateralmeristem. Das Kambium liegt in einem frühen Entwicklungsstadium einer dikotyledonen Pflanze nur als sogenanntes faszikuläres Kambium vor und befindet sich innerhalb der Leitbündel (lat. fasces). Im Zuge der weiteren Entwicklung entsteht – über hormonelle Einflüsse und eine Remeristematisierung – aus bereits ausdifferenzierten Zellen des parenchymatischen Markstrahlgewebes in Höhe des faszikulären Kambiums weiteres meristematisches Gewebe. Dieses nennt man interfaszikuläres Kambium. Faszikuläres und interfaszikuläres Kambium bilden zusammen den geschlossenen Kambiumring einer dikotylen Pflanze. Nach der Definition wird alles Gewebe, das vom Kambium nach innen abgeschieden wird, Holz (= sekundäres Xylem) genannt (unabhängig von der Verholzung) und alles Gewebe, das nach außen abgeschieden wird, Bast (= sekundäres Phloem). Im Bast kann es zur Ausbildung eines zusätzlichen Kambiums, des sekundären Korkkambiums (Phellogen) kommen. Um den zunehmenden Durchmesser in Folge des sekundären Dickenwachstums zu kompensieren, gibt es zusätzlich zur tangentialen Zellteilung und -abgabe nach innen und außen auch eine radiale Querteilung der kambialen Zellen. Dies nennt man Dilatationswachstum.
Bei monokotylen Pflanzen gibt es aufgrund der andersartigen Anatomie (geschlossene Leitbündel, Ataktostele) kein sekundäres Dickenwachstum, das mit dem der dikotylen Pflanzen vergleichbar wäre. Bei allen größeren Palmenarten wird der endgültige Stammdurchmesser ausschließlich durch primäres Dickenwachstum erreicht. Hier bildet sich als Sonderform des Apikalmeristems eine langgezogene Meristemspitze, die sogenannte „Scheitelgrube“. Diese kann bei Palmen bis zu 30 cm breit werden und bestimmt dann in einem frühen Entwicklungsstadium und durch lang anhaltende Aktivität des Meristems auch die endgültige Breite des Stammdurchmessers.
Bei baumartigen Vertretern der Liliengewächse (Liliaceae) wie beispielsweise dem Drachenbaum (Dracaena) oder bestimmten Arten der Palmlilie (Yucca) oder Agave (Agava) kommt es zu einer anderen Form des sekundären Dickenwachstums. Hier ersetzt ein sekundäres Verdickungsmeristem, über die ganze Stele verteilt, den Kambiumring. Dieses Gewebe gibt vor allem nach innen, zur Sprossmitte, Parenchymgewebe mit sekundären Leitbündeln in verschiedenen Reifungsstadien ab.
Das Kambium bestimmter Baumarten kann von Menschen verzehrt werden und diente historisch verschiedenen Völkern in Nordamerika und Nordeuropa als (Not-)Nahrung.